# Шульц, Питер
Питер Г. Шульц (англ. Peter «Pete» G. Schultz; род. 23 июня 1956) — американский химик, а также иммунолог. Президент и профессор Scripps Research Institute, член Национальных Академии наук (1993) и Медицинской академии (1998) США. Лауреат премии Вольфа (1994).
Окончил с отличием summa cum laude Калтех (бакалавр наук, 1979) и там же получил степень доктора философии (1984) под началом профессора Peter Dervan.
Затем провёл год в MIT у профессора Christopher T. Walsh, после чего в 1985 году поступил в штат Калифорнийского университета в Беркли, где достиг должности профессора, в 1994—1998 годах исследователь Медицинского института Говарда Хьюза.
Основатель Calibr (California Institute for Biomedical Research), а также компаний Symyx Technologies, Affymax, Syrrx, Kalypsys, Phenomix, Ambrx, Ilypsa, Wildcat Technologies, Ardelyx.
Член Американской академии искусств и наук (1990) и Национальной академии изобретателей США (2015).
Автор более 500 публикаций, получил более ста патентов США. Труды в основном посвящены биохимии, биофизике, фотохимии, геномике.

## Награды и отличия
- Стипендия Слоуна[9]
- Премия Алана Уотермана, Национальный научный фонд (1988)
- Arthur C. Cope Scholar Award Американского химического общества (1990)
- ACS Award in Pure Chemistry[англ.] (1990)
- Eli Lilly Award in Biological Chemistry[англ.] (1991)
- Премия Эрнеста Лоуренса министерства энергетики (1991)
- Edgar Fahs Smith Lecture, Пенсильванский университет (1992)
- U.C. Berkeley College of Chemistry Teaching Award (1992)
- Harrison Howe Lectureship Award, Рочестерская секция Американского химического общества (1993)
- Почётный доктор шведского Уппсальского университета (1994)
- Премия Вольфа по химии (1994)
- Калифорнийский учёный года (1995)[10]
- Discover Magazine Awards for Technological Innovation (1996)
- ACS Alfred Bader Award in Bioorganic Chemistry (2000)
- Премия Пауля Эрлиха и Людвига Дармштедтера[нем.] (2003)[5]
- Премия имени Артура Коупа Американского химического общества (2006)
- Carl Shipp Marvel Lecture, Иллинойсский университет (2008)[11]
- Chemistry for the Future Solvay Prize (2013)[12]
- Премия Генриха Виланда[нем.] (2016)
- ACS Chemical Biology Lectureship[англ.] (2016)
- Tetrahedron Prize[англ.] (2019)
- NAS Award in Chemical Sciences[англ.] (2021)